# イファカラ
イファカラは、タンザニアのモロゴロ州の町。キロンベロ県の県庁所在地で、タンザン鉄道のイファカラ駅がある。

## 地理
イファカラを流れるキロンベロ川は、ルフィジ川の支流の１つで、周辺には大湿地帯が広がる。北に向かうとキダトゥ、ミクミ、南に進むとマヘンゲの町がある。南に向かう道を横切るキロンベロ川には橋が架かっておらず、往復フェリーが車と人を運んでいる。

## 歴史
ドイツ領東アフリカの支配に反抗して1905年にマジ・マジ反乱が始まると、イファカラはムブンガ族の襲撃により陥落した（8月16日）。さらにムブンガ族は南のマヘンゲ駐屯地を包囲するが、イリンガを発したニグマン大尉の部隊に敗れた（9月23日）。